# Pulau Lancang
Pulau Lancang is een bestuurslaag in het regentschap Kuantan Singingi van de provincie Riau, Indonesië. Pulau Lancang telt 521 inwoners (volkstelling 2010).